# ガイコツ書店員 本田さん
『ガイコツ書店員 本田さん』（ガイコツしょてんいん ほんださん）は、本田による日本のエッセイ漫画。作者のデビュー作であり、『月刊コミックジーン』 (KADOKAWA) がpixivと共同で運営するウェブコミック配信サイト『ジーンピクシブ』において、2015年8月27日から2019年3月22日まで連載された。全24話で、コミックスはMFC ジーンピクシブシリーズから計4巻刊行されている。
作者の本田は書店のコミック売り場で10年間働いた経歴を持ち、本作ではそのときの体験が描かれている。なお、本田は本作の連載中に退職しており、コミックス第4巻には、退職後の本田が国内外の書籍・出版について取材するスピンオフ「場外乱闘編」が収録されている。

## 登場人物
「声」は、本作を原作としたテレビアニメにおける声優。
本田（ほんだ）
声 - 斉藤壮馬
本作の作者であり、語り手。女性。作中ではガイコツの姿で描かれている。
2017年4月末に退職するまで10年間書店に勤務しており、本編中では「コミック売り場で海外コミックと画集の棚を担当する店員」として登場する。英語を話すことが苦手で、日本人以外の客と接する際は片言の英語で対応している。
カミブクロ
声 - 三瓶由布子
書店員時代の本田の先輩。女性。作中では紙袋を被った姿で描かれている。
コミック売り場でサブカル漫画と4コマ漫画の棚を担当している。コミック売り場の店員の中で本田と一番仲が良い。
ホウタイ
声 - 喜多村英梨
書店員時代の本田の先輩。女性。作中では顔に包帯を巻いた姿で描かれている。
コミック売り場で少女漫画の棚を担当している。
ランタン
声 - 斉藤貴美子
書店員時代の本田の先輩。女性。作中ではカボチャランタンのマスクを被った姿で描かれている。
コミック売り場で集英社の棚を担当している。本田とは付き合いが長く、本田は彼女に対してタメ口で接している。
オキツネ
声 - 伊藤静
書店員時代の本田の先輩。女性。作中では狐面をつけた姿で描かれている。
コミック売り場で講談社の棚を担当している。
コオモテ
声 - 遠藤綾
書店員時代の本田の後輩。女性。作中では小面をつけた姿で描かれている。
コミック売り場でBLノベルスとTLノベルスの棚を担当している。
ラビットヘッド
声 - 山本和臣
書店員時代の本田の後輩。女性。作中ではウサギの被り物をした姿で描かれている。
コミック売り場でゲーム系書籍の棚を担当している。
ペストマスク
声 - 日笠陽子
書店員時代の本田の上司。女性。作中ではペストマスクを被った姿で描かれている。
コミック売り場の係長で、白泉社の棚を担当している。
アーマー
声 - 岡村明美
書店員時代の本田の上司。女性。作中では西洋兜を被った姿で描かれている。
コミック売り場の係長で、BL漫画の棚を担当している。
フルフェイス
声 - 安元洋貴
書店員時代の本田の先輩。男性。作中ではフルフェイスヘルメットを被った姿で描かれている。
コミック売り場で小学館の棚を担当している。
ガスマスク
声 - 羽多野渉
書店員時代の本田の先輩。男性。作中ではガスマスクを着用した姿で描かれている。
コミック売り場でKADOKAWAの棚を担当している。
溶接マスク（ようせつマスク）
声 - 増田俊樹
書店員時代の本田の先輩。男性。作中では溶接マスクを着用した姿で描かれている。
コミック売り場でライトノベルの棚を担当している。
ケンドウ
声 - 西山宏太朗
書店員時代の本田の同僚。男性。
元は流通課に勤めていたが、本作の連載中に行われた人事異動によりコミック売り場の一員となった。作中では剣道具の面を装着した姿で描かれている。
魔術師（まじゅつし）
声 - 中尾隆聖
本田が勤めていた書店の流通課の係長。作中では頭巾を被った姿で描かれている。
社会情勢の変化を踏まえ、書籍を大量かつ素早く入荷させる手腕の持ち主。
アザラシ
声 - 村瀬歩
本田の担当編集者。女性。作中では首から上がアザラシという姿で描かれている。

## 作風
本作では書店員の仕事ぶりがコメディタッチで描かれている。具体的には、書店に勤務した経験を持つ人間でなければ分からないことや「コミック売り場を舞台に展開する様々な異文化コミュニケーション」が描かれており、本田によると作中で描かれた出来事や登場人物の発言は全て現実にあったものだという。一方で、本田の同僚や出版社の人間についてはデフォルメして顔を隠すという配慮がなされている。客は人間の顔で描かれているが、こちらについても見た目は変更されている。
本作はもともと、本田が書店で経験した「おもしろいこと」を漫画化したのに端を発しており、それをpixivで公開したところ、編集者から声がかかり『ジーンピクシブ』での連載に至ったという。一方で、本田は本作を描くに当たり、「人の趣味嗜好を笑う話にはしない」よう注意を払っている、と語っている。

## 書誌情報
- 本田 『ガイコツ書店員 本田さん』 KADOKAWA〈MFC ジーンピクシブシリーズ〉、全4巻
  1. 2016年3月31日初版第一刷発行（2016年3月26日発売[K 1]）、ISBN 978-4-04-068156-6
  2. 2016年12月24日初版第一刷発行（2016年12月24日発売[K 2]）、ISBN 978-4-04-068680-6
  3. 2017年9月27日初版第一刷発行（2017年9月27日発売[K 3]）、ISBN 978-4-04-069422-1
  4. 2019年3月28日初版第一刷発行（2019年3月28日発売[K 4]）、ISBN 978-4-04-065577-2
- 『ガイコツ書店員 本田さん アニメDVD付き特装版』 KADOKAWA、全2巻
  - 上巻、2019年1月26日発売[K 5]、ISBN 978-4-04-065337-2
  - 下巻、2019年2月27日発売[K 6]、ISBN 978-4-04-065339-6
  - 1巻 - 3巻の内容をアニメの放送順に再編集したもの。

## テレビアニメ
2018年10月から12月まで、BS11ほかにて放送された。15分枠のショートアニメ。全12話で構成されており、全ての回で、岡嶋心が脚本、轟おうるが絵コンテと演出を担当し、柿木直子が作画監督を務めている。また、アニメーション制作はDLEが担当しており、書店員の仕事ぶりがフラッシュアニメの手法を駆使してテンポよく描かれている。
テレビアニメはコミックスの第1巻から第3巻までの内容をベースとしており、加えて、本田の原案を基に制作されたアニメオリジナルエピソードも盛り込まれている。
テレビアニメを収録したDVDは、コミックスの特装版に同梱する形でリリースされた。全12話のうち、前半6話を収録したDVDは上巻、後半6話を収録したDVDは下巻に同梱されている。

### スタッフ
- 原作 - 本田
- 監督・絵コンテ・演出 - 轟おうる
- シリーズ構成・脚本 - 岡嶋心
- キャラクターデザイン・作画監督 - 柿木直子
- 音響監督 - 今泉雄一
- 音響制作 - HALF H・P STUDIO
- 音楽 - TECHNOBOYS PULCRAFT GREEN-FUND
- 音楽制作 - ランティス
- 音楽プロデューサー - 佐藤純之介
- プロデューサー - 藤井貴大、楊國祥、正木大督、吉江輝成、齋藤雅弘、小林健一、伊東紀子
- アニメーションプロデューサー - 齋藤雅弘、山脇光太郎
- アニメーション制作 - DLE
- 製作 - ガイコツ書店員本田さん製作委員会

### 主題歌
主題歌はTECHNOBOYS PULCRAFT GREEN-FUNDが担当しており、ゲストボーカルはfeat.の形で表記されている。
「ISBN 〜Inner Sound & Book's Narrative〜」
オープニングテーマ。ゲストボーカルは本田（斉藤壮馬）。
「Book-end, Happy-end」
エンディングテーマ。ゲストボーカルに高野寛が参加しており、作詞は高野が担当している。

### 各話リスト
| 話数   | サブタイトル                           |
| ------ | -------------------------------------- |
| 第1話  | お次でお待ちのお客様がイケメン         |
| 第1話  | ヤオイガールズフロムOVERSEAS!!!        |
| 第2話  | 売場のイカれたメンバーを紹介するぜ！   |
| 第2話  | 本と指示書と私                         |
| 第2話  | それいけ！アザラシさん                 |
| 第3話  | 仁義なき戦い                           |
| 第3話  | 漫画迷子                               |
| 第4話  | 地獄の接客研修                         |
| 第4話  | ミッション：外出する系の仕事           |
| 第5話  | OTOIAWASE                              |
| 第5話  | サイン本だよ!!全員集合                 |
| 第5話  | 気になるエロの話                       |
| 第6話  | 秘められし力を持つ者                   |
| 第6話  | ぼくらのフェア戦争                     |
| 第7話  | おしえて！取次さん                     |
| 第7話  | 書店員ごった煮飲み会                   |
| 第8話  | ホンヤハイイゾ                         |
| 第8話  | 入っていい棚 だめな棚                  |
| 第8話  | それいけ！アザラシさん〜密かなる野望〜 |
| 第9話  | 生と死と再生の書                       |
| 第10話 | 本屋さんのITSUZAI                      |
| 第10話 | 棚の担当変更                           |
| 第11話 | 異説骸骨書店員 本田さん                |
| 第11話 | 仕事なんかいつでも辞められるのだ       |
| 第12話 | 本屋のメリークリスマス                 |
| 第12話 | おしまいの時間です                     |

### 放送
| 放送期間                                                        | 放送時間                     | 放送局      | 対象地域 | 備考         |
| --------------------------------------------------------------- | ---------------------------- | ----------- | -------- | ------------ |
| 2018年10月8日 - 12月24日                                        | 月曜 0:30 - 0:45（日曜深夜） | BS11        | 日本全域 | 『ANIME+』枠 |
|                                                                 | 月曜 1:30 - 1:45（日曜深夜） | サンテレビ  | 兵庫県   |              |
|                                                                 | 月曜 1:35 - 1:50（日曜深夜） | TOKYO MX    | 東京都   |              |
|                                                                 | 月曜 2:10 - 2:25（日曜深夜） | KBS京都     | 京都府   |              |
|                                                                 | 月曜 22:30 - 22:45           | J:COMテレビ | 日本国内 |              |
| TOKYO MX、BS11、J:COMテレビでは『ひもてはうす』とセットで放送。 |                              |             |          |              |

| 配信開始日     | 配信時間                   | 配信サイト |
| -------------- | -------------------------- | --- |
| 2018年10月8日  | 月曜 0:30（日曜深夜） 更新 | dアニメストア ニコニコチャンネル ビデオマーケット ひかりTV Google Play クランクイン!ビデオ HAPPY!動画 Netflix Amazonプライム・ビデオ FOD AbemaTV GYAO! |
|                | 月曜 12:00 更新            | バンダイチャンネル |
|                | 月曜 19:00 更新            | TSUTAYA TV |
| 2018年10月9日  | 火曜 0:00（月曜深夜） 更新 | J:COMオンデマンド みるプラス ビデオパス Rakuten TV |
| 2018年10月15日 | 隔週月曜 12:00 更新        | U-NEXT アニメ放題 |

### ラジオ
テレビアニメに関連して、『ガイコツ書店員 本田さん バックヤードレイディオ』が2018年10月7日から2019年3月31日までラジオ大阪で放送された。全26回。パーソナリティはテレビアニメのキャストが交代で担当している。

## 評価
ニュースサイト・YOMIURI ONLINEに掲載された記事では、本作は「人と人が向き合う書店のよさ」が描かれていると評されている。加えて「書店員からの共感の声が多い」のが特徴とも述べられており、実際に2017年に発表された全国書店員が選んだおすすめコミックでは本作が12位にランクインしている。
一方で、本田によると、書店業界の人間からもっと同業界の暗黒面について描くよう求められることもあったという。この批判に対し、ミステリー漫画研究家の廣澤吉泰は、本作では暗黒面が笑いに昇華されているため、暗黒面があるように感じられないのだと批評し、本田の手腕を評価している。
本作と同じく書店で働いた経験を基に描かれた『暴れん坊本屋さん』と比較する意見もあり、朝日新聞社の記者・松尾慈子は、本作と『暴れん坊本屋さん』の違いとして、書店が国際化している点を挙げている。「書店の国際化」という点については虚構新聞の社主・UKも言及しており、UKは、本作では客にお勧めの漫画を尋ねられたときの対応など、さりげない描写に「外国人の接客をしているリアルな経験がすっと表れて」いると述べ、このことが本作の面白さの1つとなっている、と評している。

### KADOKAWAオフィシャルサイト
以下の出典は『KADOKAWAオフィシャルサイト』内のページ。コミックスの発売日の出典としている。
1. ↑  “ガイコツ書店員 本田さん 1”. 2019年5月2日閲覧。
2. ↑  “ガイコツ書店員 本田さん 2”. 2019年5月2日閲覧。
3. ↑  “ガイコツ書店員 本田さん (3)”. 2019年5月2日閲覧。
4. ↑  “ガイコツ書店員 本田さん 4”. 2019年5月2日閲覧。
5. ↑  “ガイコツ書店員 本田さん アニメDVD付き特装版 上巻”. 2019年5月2日閲覧。
6. ↑  “ガイコツ書店員 本田さん アニメDVD付き特装版 下巻”. 2019年5月2日閲覧。